# Gian Luca Galletti
Gian Luca Galletti (né le 15 juillet 1961  à Bologne) est un homme politique italien de l'Union de Centre, ministre de l'Environnement du gouvernement Gentiloni où il représente le groupe Pour l'Italie. Le 11 février 2017, il adhère aux Centristes pour l'Europe.

## Biographie
Gian Luca Galletti était vice-président UDC à la Chambre depuis le 21 mars 2012, puis élu chef de groupe à compter du 26 avril 2012. Le 2 mai 2013, il est nommé secrétaire d'État du gouvernement Letta.
De février 2014 à juin 2018, il est ministre de l'Environnement dans le gouvernement Renzi puis le gouvernement Gentiloni.